# Albert Fernández Caballería
Albert Fernández Caballería (Gerona, España, 1981), más conocido como Bertu Fernández o Albert Caballería, es un exfutbolista y entrenador de fútbol español que actualmente dirige la selección de fútbol de Ecuador como asistente.

## Trayectoria
Nació en Gerona y comenzó su carrera de futbolista jugando en clubs modestos como Bons Aires, el Bisbalenc, el Girona B y la UE Llagostera hasta que colgó las botas con 22 años por problemas en una rodilla. 
Bertu Fernández comenzó su carrera en los banquillos en la cantera del Girona FC para dirigir en categoría infantil, además se convirtió en el coordinador de la cantera y entrenó al Sàbat de primera regional para dar el salto al Ateneu Deportiu Guíxols de la primera catalana cuando tenía 28 años. 
Durante la temporada 2010-2011, completó la temporada en Tercera División, con la Unió Deportiva Cassà y además dirigiría al Girona FC de división de honor juvenil.
En verano de 2011 firmó por el Palamós Club de Futbol en la Primera Catalana al que dirigiría hasta diciembre de 2011.
Su primera experiencia internacional sería en Ucrania, donde formó parte del fútbol formativo del FC Dnipro Dnipropetrovsk. Después, dirigió a la selección sub-19 de Baréin. 
En la temporada 2014-15, se convirtió en segundo entrenador de Michael Laudrup en las filas del Lekhwiya SC catarí.
Más tarde, en 2016, volvería a ser segundo del técnico danés en el Al-Rayyan Sports Club, hasta que en 2017 sería nombrado seleccionador de la selección de fútbol sub-23 de Catar.
En julio de 2019, tras seguir en el cargo durante 2 temporadas como seleccionador de la selección de fútbol sub-23 de Catar, además se integraría en el cuerpo técnico de Félix Sánchez Bas, siendo segundo entrenador en la selección de fútbol de Catar absoluta. Actualmente se encuentra realizando tareas de asistente en la selección absoluta de Ecuador.

## Clubes

### Como entrenador
| Club                                                                  | País    | Año       |
| --------------------------------------------------------------------- | ------- | --------- |
| Ateneu Deportiu Guíxols                                               | España  | 2008-2009 |
| Girona FC Juvenil                                                     | España  | 2009-2010 |
| UD Cassà                                                              | España  | 2010-2011 |
| Palamós Club de Futbol                                                | España  | 2011      |
| FC Dnipro Dnipropetrovsk (Técnico en academia y director metodología) | Ucrania | 2012-2013 |
| Selección de fútbol de Baréin sub-19 y sub-17                         | Baréin  | 2013-2014 |
| Lekhwiya SC (2º entrenador)                                           | Catar   | 2014-2015 |
| Al-Rayyan Sports Club (2º entrenador)                                 | Catar   | 2016-2017 |
| Selección de fútbol sub-23 de Catar                                   | Catar   | 2017-2022 |
| Selección de fútbol de Catar (2º entrenador)                          | Catar   | 2019-2022 |
| Selección de fútbol de Ecuador (2º entrenador)                        | Ecuador | 2023-     |